# José Serrano Simeón
José Calixto Serrano Simeón (Sueca; 14 de octubre de 1873-Madrid; 8 de marzo de 1941) fue un compositor español, conocido por sus más de cincuenta zarzuelas. Autor, entre otras, de las famosas zarzuelas La reina mora, La canción del olvido, La dolorosa y Los claveles, se le considera el heredero musical de Federico Chueca. Las obras de Serrano, tienden hacia un teatro popular, simple pero cargado de emoción dramática. La influencia de Giacomo Puccini y el verismo italiano es evidente en muchas de sus obras. Compuso el himno de la Exposición Regional Valenciana de 1909, que ha sido adoptado oficialmente como Himno de la Comunidad Valenciana.

## Biografía

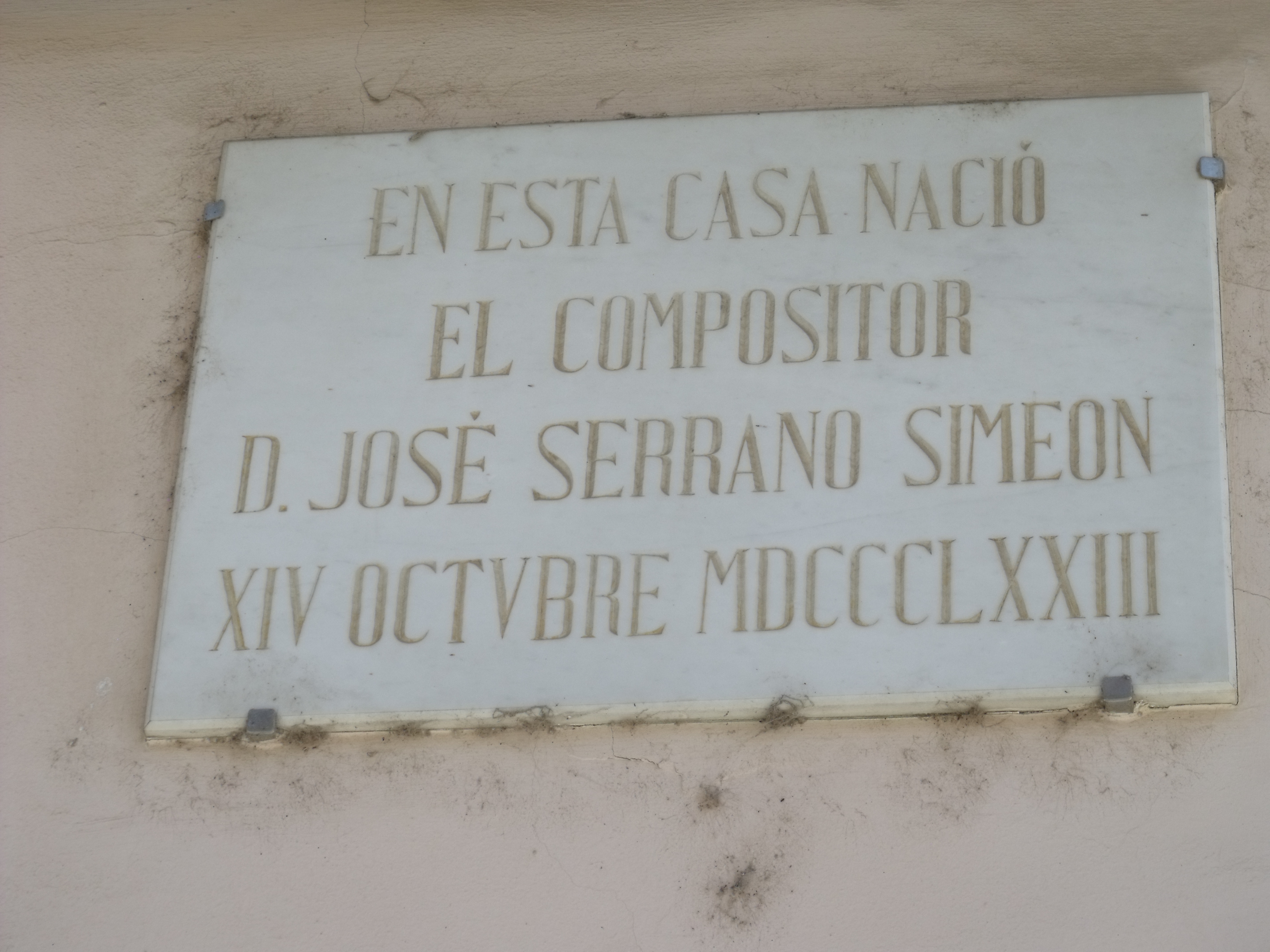
Placa en la casa natal en Sueca.

Su padre, director de una banda de música en Sueca —su ciudad natal—, fue quien le introdujo en el mundo de la música dándole sus primeras clases, más bien como un juego. Sin embargo, la afición y el interés que mostraba el pequeño José era tan grande que a los cinco años, ya sabía solfeo y a los 12 años tocaba la guitarra y el violín. 

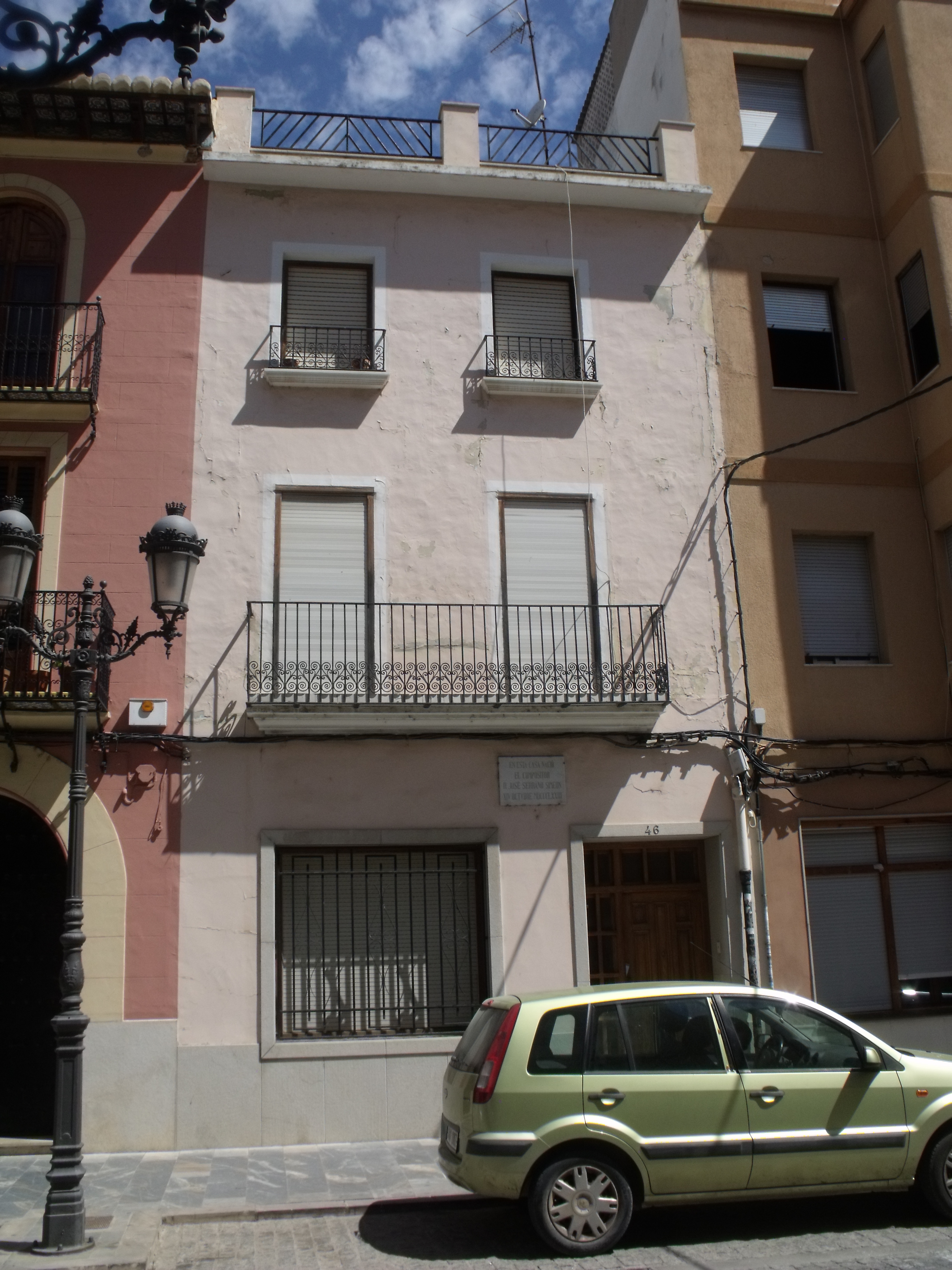
Casa Natal.

En 1889, se trasladó a Valencia para proseguir con sus estudios musicales en el Conservatorio con Salvador Giner. Comenzó a estudiar piano, aunque pronto abandonó este instrumento, y prosiguió sus estudios de violín y composición. En 1892, se trasladó a Madrid con la intención de obtener una beca con la que proseguir sus estudios, beca que consigue del Ministerio de Fomento gracias a la recomendación de Emilio Serrano y que duraría un año. En Madrid, durante esta época y para poder sobrevivir, compone canciones, a 25 pesetas cada una, que servían para promocionar a artistas menores. Durante esta época encontró serias dificultades para triunfar en Madrid por la dificultad de hallar libretistas y teatros donde estrenar. Prestó ayuda a Manuel Fernández Caballero, que padecía una ceguera progresiva, en la composición de su zarzuela Gigantes y cabezudos, lo que le sirvió para darse a conocer en el mundo teatral. Así los hermanos Álvarez Quintero, en un intento de darle una oportunidad, le ofrecieron el libreto de El motete. Estrenada con éxito el 24 de abril de 1900, fue la primera composición de Serrano y con la que se dio a conocer. Más tarde bautizaría a una de sus hijas como María del Motete, apadrinada por su amigo el científico Bernardino Landete Aragó. En 1909 compuso el Himno a la Exposición, pieza estrenada en la Exposición Regional Valenciana, y que sería elegida en 1925 como himno regional. En 1923, la Diputación de Valencia le encargó un himno conmemorativo de la Coronación de la Virgen de los Desamparados, patrona de Valencia. El estreno de esta obra tuvo lugar el 24 de mayo de 1923 ante unas 30 000 personas, constituyendo un clamoroso éxito.

Su figura se va ensalzando y se ve consolidada por la labor llevada a cabo. Compuso obras tanto para el género chico como para la zarzuela grande. Entre ellas cabe destacar: La Reina mora (1903) con texto de los Hermanos Álvarez Quintero, Moros y cristianos (1905); El Perro chico (1905), El pollo Tejada (1906) y El Príncipe Carnaval (1919) en colaboración con Quinito Valverde; Alma de Dios (1907), El amigo Melquíades (1914) —también en colaboración con Quinito Valverde—, La canción del olvido (1916) —con textos de Federico Romero Sarachaga y Guillermo Fernández-Shaw—, Los de Aragón (1927), Los claveles (1929) y La Dolorosa (1930). 

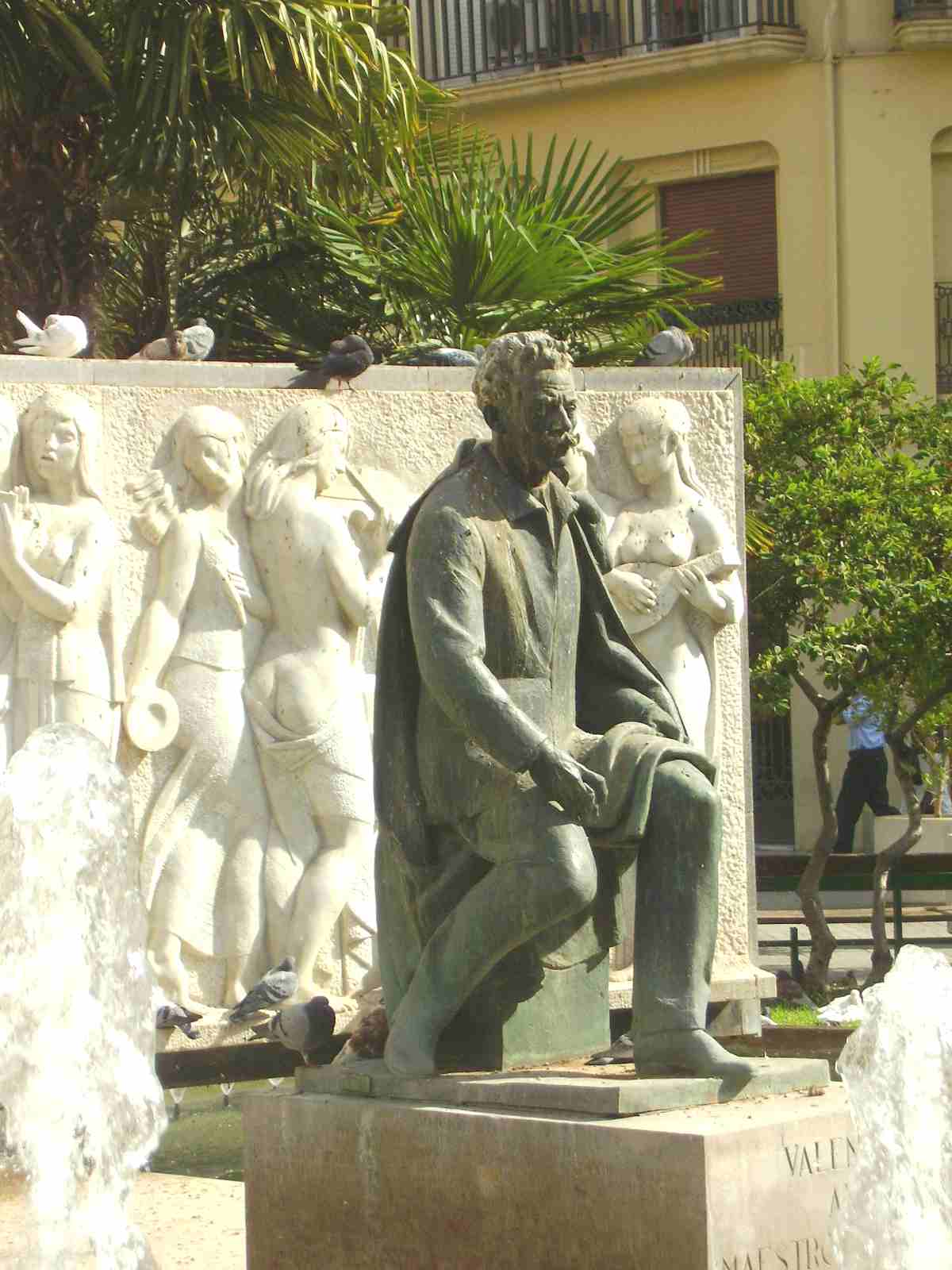
Monumento de José Serrano, sito en Valencia, avenida del Reino de Valencia, obra de Octavio Vicent.

Los últimos años de su vida los pasó en la localidad valenciana de El Perelló, donde se dedicó exclusivamente a la pesca. Tras detectársele cáncer de esófago, se trasladó en 1940 a Madrid para ser tratado, falleciendo en esta ciudad en 1941.

## Obras

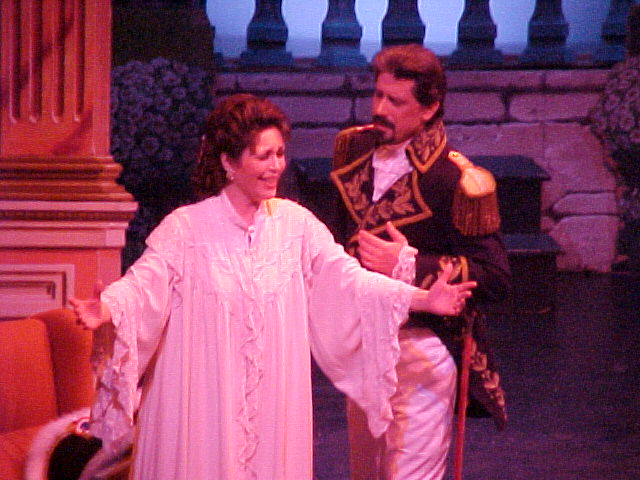
Representación de La canción del olvido en el Auditorio Insular de Puerto del Rosario, Fuerteventura el 9 de diciembre de 2000.

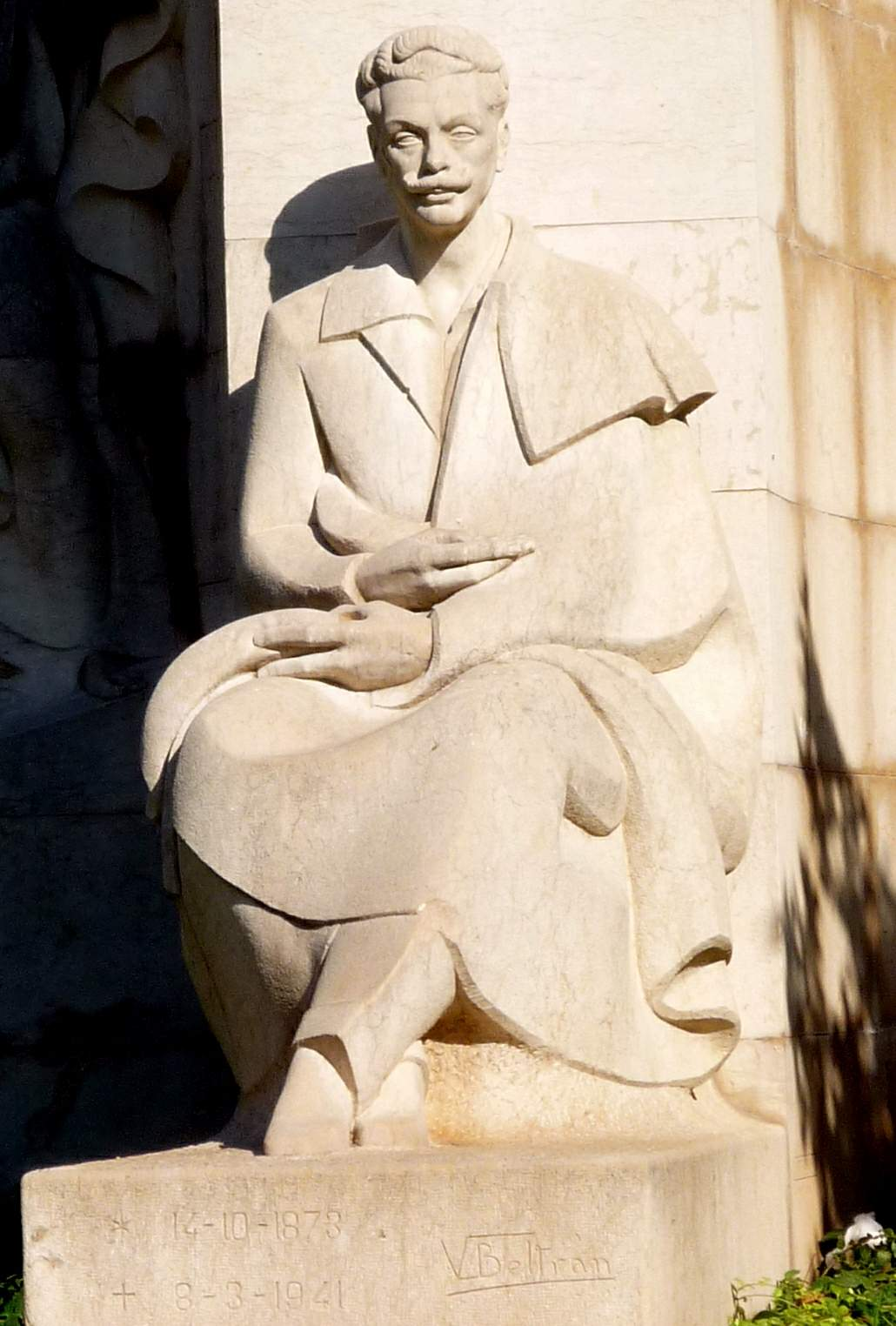
Monumento al maestro Serrano en su Sueca natal.

### Zarzuelas y obras líricas
- El motete (1900).
- El corneta de órdenes (1900).
- La alegría del batallón (1900).
- Don Miguel de Mañarra (1902).
- El olivar (1902) —Tomás Barrera—.
- La mazorca roja (1902).
- El pelotón de los torpes (1903) —Ángel Rubio—.
- El solo de trompa (1903).
- La Reina mora (1903).
- La torería (1904).
- El trébol (1904) —Quinito Valverde—.
- Las estrellas (1904) —Quinito Valverde—.
- Y no es noche de dormir (1904) —Quinito Valverde—.
- La casita blanca (1904).
- El contrabando (1905) —José Fernández Pacheco—,
- La reja de la Dolores (1905) —Quinito Valverde—.
- El amor en solfa (1905) —Ruperto Chapí—.
- El mal de amores (1905).
- Moros y cristianos (1905).
- El perro chico (1905) —Quinito Valverde—.
- La Infanta de los bucles de oro (1906).
- La mala sombra (1906).
- La noche de reyes (1906).
- El pollo Tejada (1906) —Quinito Valverde—.
- La banda nueva (1906) —Apolinar Brull—.
- La gente seria (1907).
- Namita Naná (1907).
- Alma de Dios (1907).
- La suerte loca (1907) —Quinito Valverde—.
- El palacio de los duendes (1910) —Amadeo Vives—.
- El trust de los tenorios (1910).
- Barbarroja (1911).
- El carro del sol (1911).
- La gentuza (1913).
- El Príncipe carnaval (1914) —Quinito Valverde—.
- El rey de la banca (1914).
- El amigo Melquíades (1914) —Quinito Valverde—.
- La sonata de Grieg (1916).
- La canción del olvido (1916) —Federico Romero Sarachaga y Guillermo Fernández-Shaw Iturralde—.
- Los leones de Castilla (1917).
- Si yo fuera rey (1917).
- La venda de los ojos. (1919).
- Danza de apaches (1924).
- La maga de Oriente (1924) —Ernesto Pérez Rosillo—.
- Magda la tirana (1926).
- Las hilanderas (1927).
- Los de Aragón (1927)
- La prisionera (1927) —Francisco Balaguer—.
- Los claveles (1929).
- La dolorosa (1930).
- La venta de los gatos (1943).
- Golondrina de Madrid (1944).

### Citas
1. ↑  Ahulló Hermano, 2017, p. 24.
2. ↑  Sanz, Solera.